# Getande boomkorst
De getande boomkorst (Radulomyces molaris) is een schimmel die behoort tot de familie Pterulaceae. De zwam komt voor op hoge in de wind staande, dode takken van loofbomen, meestal op zandige bodem. Hij komt meestal voor op takken van eik (Quercus) en zelden op andere loofbomen.

## Kenmerken

### Uiterlijke kenmerken
De zwam heeft een korstvormig, beige, lichtbruin of geelachtig vruchtlichaam, dicht bezet met naar beneden hangende, stompe stekels van ongelijke lengte, met een witte gewimperde rand en vaak gespleten top. Hij ruikt bij wrijven naar lysol (ziekenhuisgeur) en voelt wasachtig aan.

### Microscopische kenmerken
Er zijn geen cystidia, maar wel gespen. De basidia zijn clavaat met lange steeltjes, sinusoïdaal, (35) 40-60 (75) × (7) 8,5-11 μm aan de top, gevuld met oliedruppeltjes, hyfen aan het basale septum, met 4 sterigmata tot 4 (6) μm lang. De sporen zijn glad, ellipsvormig, dikwandig, niet amyloïde, niet-cyanofiel, hebben een korrelige inhoud en meten 8-12 × 6-8 µm. Hij heeft een monomitisch hyfensysteem.

## Verspreiding
De getande boomkorst komt alleen in Europa voor. In Nederland komt de zwam algemeen voor.

## Taxonomie
De soort werd al in 1791 beschreven als Hydnum membranaceum, maar werd in 1960 via een aantal omzwervingen in het geslacht Radulomyces geplaatst.

## Foto's

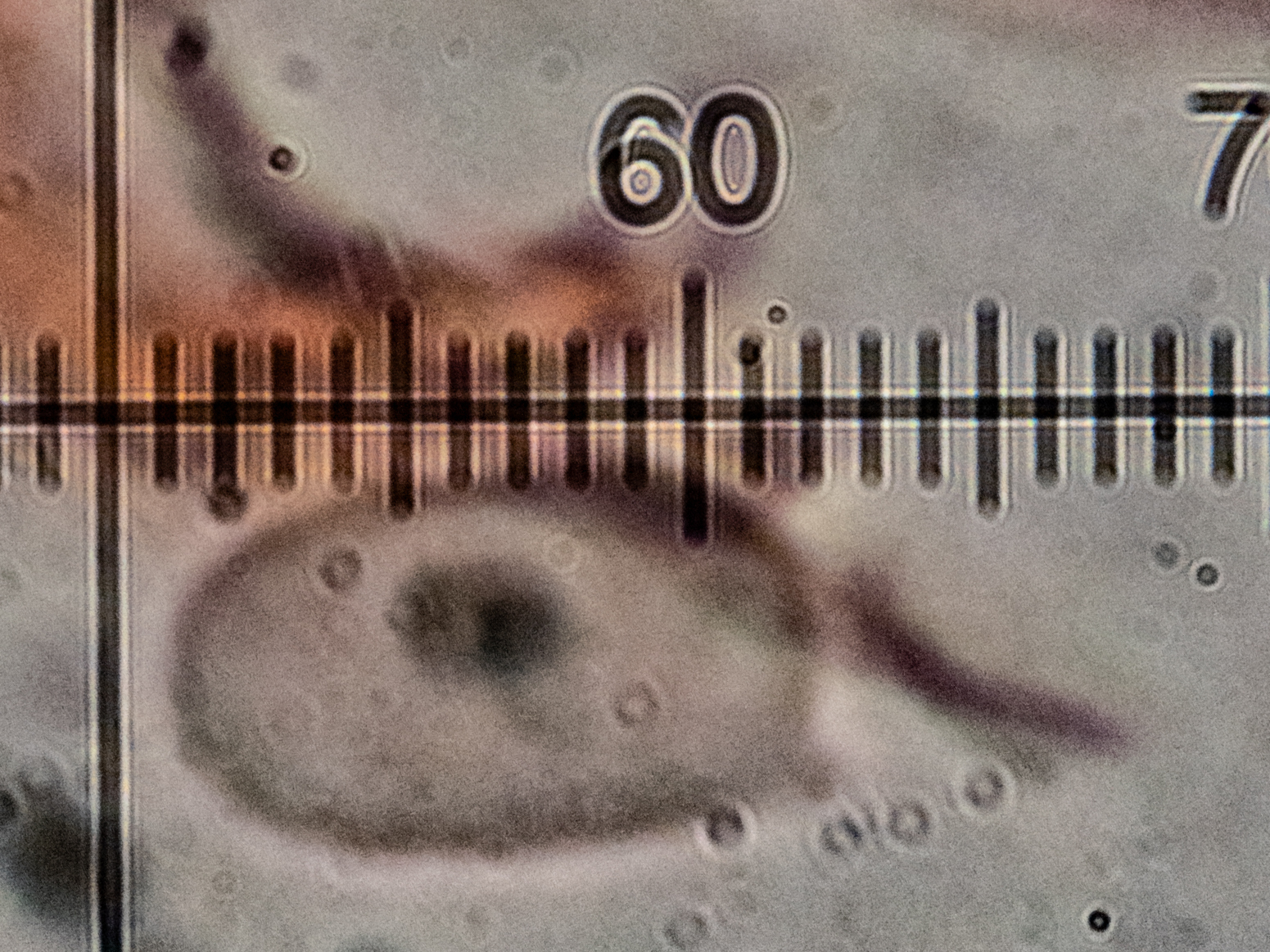
Spore